# 土佐市立高岡中学校
土佐市立高岡中学校（とさしりつ たかおかちゅうがっこう）は、高知県土佐市高岡町にある公立中学校。

## 沿革
- 1887年(明治20年) 9月14日 - 藤並町に高岡第一高等小学校を開校
- 1948年(昭和23年) 4月1日  - 北原・波介・蓮池・高石の核村立中学校を合併し、高岡郡学校組合立高東中学校を設立
- 1959年(昭和34年) 9月29日 - 高岡中学校と高東中学校を統合し、土佐市立高岡中学校とする。
- 1960年(昭和35年) 3月19日 - 新校舎敷地、土佐市高岡町甲1905番地にて校舎建設起工。
- 1961年(昭和36年) 4月1日  - 実質統合なる。暫定措置として、西校舎に第一学年、東校舎に第二、第三学年を収容し、授業を開始する。
- 1963年(昭和38年) 6月30日 - 体育館落成
- 1972年(昭和47年) 8月3日  - プール(25m8コース）落成
- 1983年(昭和58年) 4月 　　- 特別教室棟４階建増設
- 1985年(昭和60年) 8月27日 - 北海道江別市立江別第三中学校と姉妹校盟約を結ぶ。
- 1986年(昭和61年) 4月 　　- 音楽室落成
- 1990年(平成5年) 11月 　　- 第一技術科棟改築工事完成
- 1991年(平成6年) 3月 　　　- 手漉き室改築工事完成
- 1999年(平成11年) 9月30日 - エレベーター設置工事完了
- 2004年(平成16年) 3月31日 - プール完成
- 2008年(平成20年) 6月27日 - 体育館渡り廊下完成

## 特徴
- 高岡中学校は土佐市役所のすぐ南にあります。

## 通学区域
- 土佐市小中学校区表（PDF：125KB）参照

## 進学先高校
- 高知県立高岡高等学校

## 姉妹校
- 江別市立江別第三中学校

## 周辺
- 高知自動車道
- 国道56号
- 土佐市立高岡第一小学校
- 土佐市立高岡第二小学校
- 土佐市立蓮池小学校
- 土佐市立北原小学校
- 土佐市立戸波小学校
- 土佐市立波介小学校
- 土佐市立高石小学校

## 著名な出身者
- 原知佐子（女優）
- ID（ラッパー）[2]